# 雅都镇
雅都镇，是中华人民共和国四川省阿坝藏族羌族自治州茂县曾经下辖的一个镇。2019年12月，撤销雅都镇、曲谷乡，设立赤不苏镇，以原雅都镇和原曲谷乡所属行政区域为赤不苏镇的行政区域。

## 行政区划
雅都镇撤銷前下辖以下地区：
通河坝村、赤不寨村、木鱼村、俄俄村、四寨村、雅都村、大寨子村、俄口村、前村、中村、后村、四瓦村和九龙村。